# Białe Jezioro (powiat bytowski)
Białe Jezioro (kaszb. Biôłé Jezoro) – przepływowe jezioro wytopiskowe Pojezierza Bytowskiego, w obrębie gminy Tuchomie.
Jezioro znajduje się na obszarze źródliskowym rzeki Wieprzy. Północnozachodnim brzegiem jeziora prowadzi trasa nieistniejącej już linii kolejowej Bytów-Miastko.